# Gonanticlea stagnatilis
Gonanticlea stagnatilis är en fjärilsart som beskrevs av Louis Beethoven Prout 1939. Gonanticlea stagnatilis ingår i släktet Gonanticlea och familjen mätare. Inga underarter finns listade i Catalogue of Life.